# Мартінізм
Мартінізм (фр. Martinisme, англ. Martinism, нім. Martinismus, рос. мартинизм) — ініціатична школа Західної Традиції, філософської та езотеричної думки, споріднена з християнською містикою, напрямок містичного та езотеричного християнства, чия доктрина описує спосіб повернення в Божественне за допомогою Реінтеграції, або духовного просвітлення, що досягається під час сердечної молитви та сукупність Християнських Лицарських Орденів.
Слово «мартінізм» походить від власних імен Мартінеса де Паскуалі «Martinès» та Луї Клода де Сен-Мартена «Saint-Martin».
Як містична традиція, спочатку мартінізм належав до системи вищих ступенів посвяти, яку заснував Мартінес де Паскуаллі (Паскуаліс) близько 1740 року у Франції, а потім розвинули в двох різних формах його учні Луї Клод де Сен-Мартен і Жан-Батист Віллермоз.
Мартінізм — спільна назва двох цих відмінних одна від одної доктрин, а також «Ордена Мартіністів», що його заснували 1887 року Огюст Шабосо і Жерар Анкосс (Папюс).
Такий заплутаний поділ мартінізму на кілька традицій ще не існував у XVIII столітті. Пізніше мартінізмом стали називати як вчення Мартінеса де Паскуаллі, так і вчення Луї Клода де Сен-Мартена, а також роботи самого Сен-Мартена, які інспірував де Паскуаллі.

## Три Гілки Традиції
Мартінізм можна розділити на три форми свого існування, як традиції, через які він пройшов у хронологічній послідовності:
1. Мартинізм Луї Клода де Сен-Мартена — містична традиція, яка приділяє головну увагу медитації та внутрішній духовній алхімії, споріднена з Християнським Ісихазмом. Сен-Мартен запропонував шлях, відмінний від уявлень його сучасників про мартинізм, безмовний «Шлях Серця», що веде до реінтеграції. Сен-Мартен не призначив для цього шляху установи Орденів, але замість цього збирав невеликі гуртки, у яких давав настанови своїм послідовникам. Спадщину Сен-Мартена перетворили на Орден Мартиністів [Архівовано 23 квітня 2017 у Wayback Machine.] 1886 року Огюст Шабосо і Жерар Анкосс (Папюс).
2. Виправлений шотландський статут (фр. Rite écossais rectifié), або Благодійні Лицарі Святого Міста (фр. Chevaliers Bienfaisants de la Cite-Sainte, абревіатура — (CBCS)) — масонський статут, що являє собою реформований варіант Статуту суворого дотримання, в якому відбуваються масонські ритуали від символічних ступенів до вищих[9]; в основі їх філософського наповнення лежать мартинізм і практики Вибраних Коенів[10]. Благодійних Лицарів Святого Міста заснував наприкінці XVIII століття (в 1778[9]) Жан-Батист Віллермоз, учень Мартінеса де Паскуаллі та товариш Сен-Мартена. Лицарі Святого Граду ніколи не припиняли своєї діяльності, і існують донині, але в двох різних формах статуту, регулярної та іррегулярної, куди приймають і жінок.
3. Орден Лицарів-Масонів Вибраних Коенів Всесвіту (фр. "Ordre des Chevaliers-Macons Elus-Cohen de L'Univers"), іноді скорочено « Вибрані Коени » (фр. "Elus-Cohen") — езотерична і теургічна система вищих ступенів масонства, що її створив відомий масон, містик, кабаліст і теург XVIII століття Мартінес де Паскуаллі, наставник Сен-Мартена. Початковий і виключно теургічний шлях до реінтеграції. Перший орден Обраних Коенів припинив існувати у XVIII-у або на початку XIX століття, але його відродив у XX-у столітті Робер Амбелен. Він присутній і донині в різних Орденах Мартиністів, що походять від Амбелена, який самостійно відтворив Вибраних Коенів.

### Символізм потрійності в мартинізмі

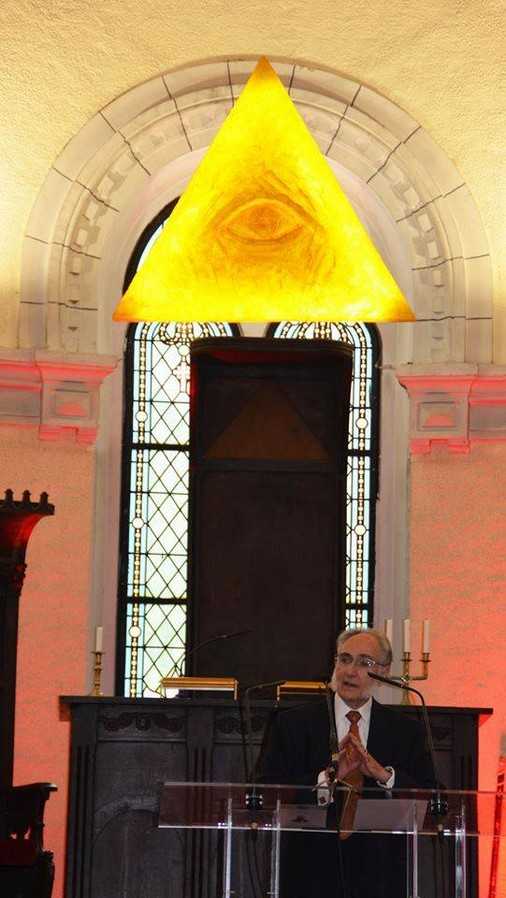
Великий Суверенний Магістр Ордену Мартиністів у 1979—2016 роках Еміліо Лоренцо у Великій Ложі Франції, 2016 рік

Символізм потрійності посідає важливе місце в мартинізмі. Цю важливість можна простежити ще від часів існування Ордена Вибраних Коенів Мартінеса де Паскуаліса:

«Підмайстер Обраний Коен — Кандидат, якому вже розповідали про наш „перший стан“ на попередньому Ступені, на наступного Ступені слухає про падіння людини, і переносить це падіння на свій власний випадок. Він пройшов від перпендикуляра до трикутника, або від єдності з Першопринципом до потрійності матеріальних речей».

Значущість символізму потрійності, вираженої через трикутник, збереглася у Луї Клода де Сен-Мартена і в Ордені мартиністів Папюса. Вважають, що Печатку Ордена Мартиністів — символ Вселенського Пантакля, два трикутники, що утворюють гексаграму в колі, об'єднану з рівностороннім хрестом і гексагоном, розробив Сен-Мартен щоб пояснити Всесвіт.
Наступне пояснення взяте з книги Сен-Мартена «Про числа»:
«Природне Коло сформувалось інакше, ніж коло геометричне. Центр залучив верхній трикутник і нижній трикутник, обидва вони, реагуючи один на одного, проявили Життя».

## Орден Мартіністів, створений Папюсом в 1886 році
У 1886 році мартинізм був відроджений Огюстом Шабосо та Жераром Анкоссом (більш відомим під ім’ям Папюс) як «Орден мартіністів». Відомо, що члени цього ордену активно співпрацювали з людьми, які представляли себе як члени ордену ілюмінатів.
Це рух, направлений на покращення духовності і адогматичний, не залежний від інших Ініціативних Орденів чи асоціацій. Ціль Ордену, починаючи з його створення, — пробудження відчуття духовності за допомогою первісної Традиції, яку Луї Клод де Сен-Мартен і Папюс передали у формах, прийнятних у сучасному світі, та практика етичних і гуманістичних принципів.
Для скорої передачі Знань Папюс створив Орден Мартіністів, який з величезним пошаною передає Ініціацію без спотворень від початку віків, без будь-яких перерв. І Орден Мартіністів є гарантією справжності та неперервності Цієї Традиції. Орден Мартіністів — це світський християнський Орден, який пропонує ініціацію для будь-якої особи, незалежно від статі. Багато з видатних людей минулого і сьогодення отримали свою ініціацію в Ордені Мартіністів.
Символ Ордену Мартіністів — Пантакль Мартіністів — можна побачити у перших виданнях таких відомих книг Папюса, як, наприклад, «Початкові відомості…»
Орден Мартіністів не агітує людей вступати в Орден. Духовний пошук і вибір повинні бути внутрішньою потребою людини. Необхідно слухати своє серце і проявляти власне бажання, щоб звернутись до Ордену, і тоді людина знайде те, що їй дійсно потрібно.
Члени ордену отримують багато переваг, які будуть корисні для фізичного, ментального, емоційного та духовного розвитку, включаючи духовну сім'ю, до якої входять учасники багатьох різних Традицій Мудрості, включаючи індуїзм, буддизм, іудаїзм, християнство та іслам, які разом гармонійно працюють, щоб принести Світло у світ через пізнання того, що Божественність присутня в кожному, і що робота полягає в тому, щоб активно прагнути виражати Божественність у всьому, що люди роблять! На сьогоднішній день Орден Мартіністів в Україні представлений групами: "Меркава" в м.Київ , LUX ARCANA в м.Київ, "Gloria Domino" в м.Вишневе, Київської області. Також функціонують декілька гуртків (кіл) в різних містах України.

### Зв'язок мартіністів та ілюмінатів
Зв'язок між мартіністами і ілюмінатами, особливо баварськими ілюмінатами, був складним і багатогранним. Мартінізм, як містичне та езотеричне вчення, засноване Мартінесом де Паскуаллі в середині XVIII століття, мав подібності з цілями ілюмінатів у Баварії, заснованими Адамом Вайсгауптом в 1776 році. Хоча обидва рухи діяли окремо, їх члени іноді перетиналися у різних масонських ложах та езотеричних організаціях.

#### Спільнота Авіньйонських ілюмінатів
У 1778 році в Монпельє діяло товариство під назвою «Академія істинних масонів», також відоме як Спільнота Авіньйонських ілюмінатів. Деякі розенкрейцери та мартіністи були членами цього товариства, що призвело до часткової плутанини між термінами "розенкрейцери", "мартіністи" та "ілюмінати". Крім того, зв'язок між мартіністами та авіньйонськими ілюмінатами посилювався через спільні ідеї, ритуали та участь одних і тих же людей в обох організаціях. 

#### Роль Паскуаллі та Виллермоза
Мартінес де Паскуаллі, засновник мартінізму, у 1754 році створив у Монпельє масонський капітул "Шотландські Судді", який став основою для пізніших ритуалів мартінізму. Деякі дослідники, такі як Жерар Анкосс (Папюс), вважають, що діяльність авіньйонських ілюмінатів мала коріння у ритуалах Паскуаллі. Його учень, Жан-Батист Виллермоз, також був відомий як прихильник містицизму і сприяв розвитку "Виправленого шотландського уставу", що був прийнятий на Вільгельмсбадському конвенті у 1782 році, де також були присутні представники Росії.

#### Конвент у Вільгельмсбаді
На Вільгельмсбадському конвенті 1782 року відбулась зустріч між представниками різних масонських та містичних рухів, зокрема мартіністів, ілюмінатів та розенкрейцерів. Цей конвент допоміг встановити контакт між ілюмінатами та мартіністами, хоча обидві організації залишалися незалежними одна від одної. У Росії деяких мартіністів та розенкрейцерів часто помилково вважали ілюмінатами, що посилювало плутанину в термінології та підходах до містицизму
.

### Меморандум про взаєморозуміння та спадкоємність до наших днів
26 жовтня 1958 року було підписано меморандум про взаєморозуміння між Мартіністським орденом Папюса під головуванням Філіпа Анкосса, Мартіністським орденом (відомим як Ліон) під головуванням Анрі-Шарля Дюпона та Мартіністським орденом Елуса Коена під головуванням Роберта Амбелена яку останній пробудив у 1942 р. який мав нащву «Союз орденів мартіністів».
За два місяці до смерті, 13 серпня 1960 року, враховуючи зусилля та успіхи, досягнуті Філіпом Анкоссом, сином Папюса, Анрі-Шарль Дюпон передав йому посаду Великого Магістра оригінального Ордену Мартіністів.
У 1960 році Союз орденів Мартіністів отримав назву Орден Мартіністів із зовнішнім Колом, яке називатиметься Орденом Святого Мартіна під головуванням Філіпа Анкосса, і внутрішнім Колом, яке називатиметься Орденом Елуса Коена під головуванням Роберта Амбелена. Цей розподіл має ефемерне значення.
Дійсно, 14 серпня 1967 року було оголошено про розпуск Союзу орденів мартіністів, що призвело до зникнення «Внутрішнього кола» та «Зовнішнього кола». Відтоді існували два окремі Ордени, а саме: Орден Мартіністів під головуванням доктора Філіпа Енкосса та Орден Елуса Коена під головуванням Івана Моска (1915—2005), якого Роберт Амбелен призначив 29 червня 1967 року своїм наступником. Івана Моска назвав цей рух «Орденом вибраних лицарів Коена масонів Всесвіту».
Протягом двадцяти років Філіп Енкос був невтомним аніматором Ордену Мартіністів, він знав, як відновити силу та бадьорість ордену. Сотні членів по всій Франції та за кордоном просили приєднатися. У 1971 році він передав ступінь магістра своїй давній подрузі Ірене Сеґюрет, але остання пішла у відставку в 1974 році та повернула ступінь магістра Філіпу Енкосу.
Після всіх цих років, проведених у служінні Ордену, який він відродив, Філіп Енкосс у віці 74 років вирішив піти на заслужену відставку та передав велику майстерність Еміліо Лоренцо (Сітаель), члену Палати. яка стала називатися дирекцією з 1970 р. Еміліо Лоренцо допомагав Філіпу Енкоссу з 1975 р. як заступник великого магістра ордену.
Початкова передача ніколи не переривалася. Таким чином, нинішній великий магістр, Андре Готьє, змінив у 2016 році Еміліо Лоренцо, який обіймав цю посаду з 1979 року, дати, коли син Папюса, доктор Філіп Анкосс (1906—1984), довірив йому свою спадкоємність.